# Effet de la bière sur la santé
Pour un article plus général, voir Effets de l'alcool sur la santé.
L'effet de la bière sur la santé regroupe les différentes conséquences de la consommation de la bière sur la santé humaine. La présence d'alcool engendre des risques majeurs pour la santé, mais certains composants de la bière pourraient aussi avoir des effets protecteurs. Il est ainsi conseillé d'en limiter la consommation.

## Histoire

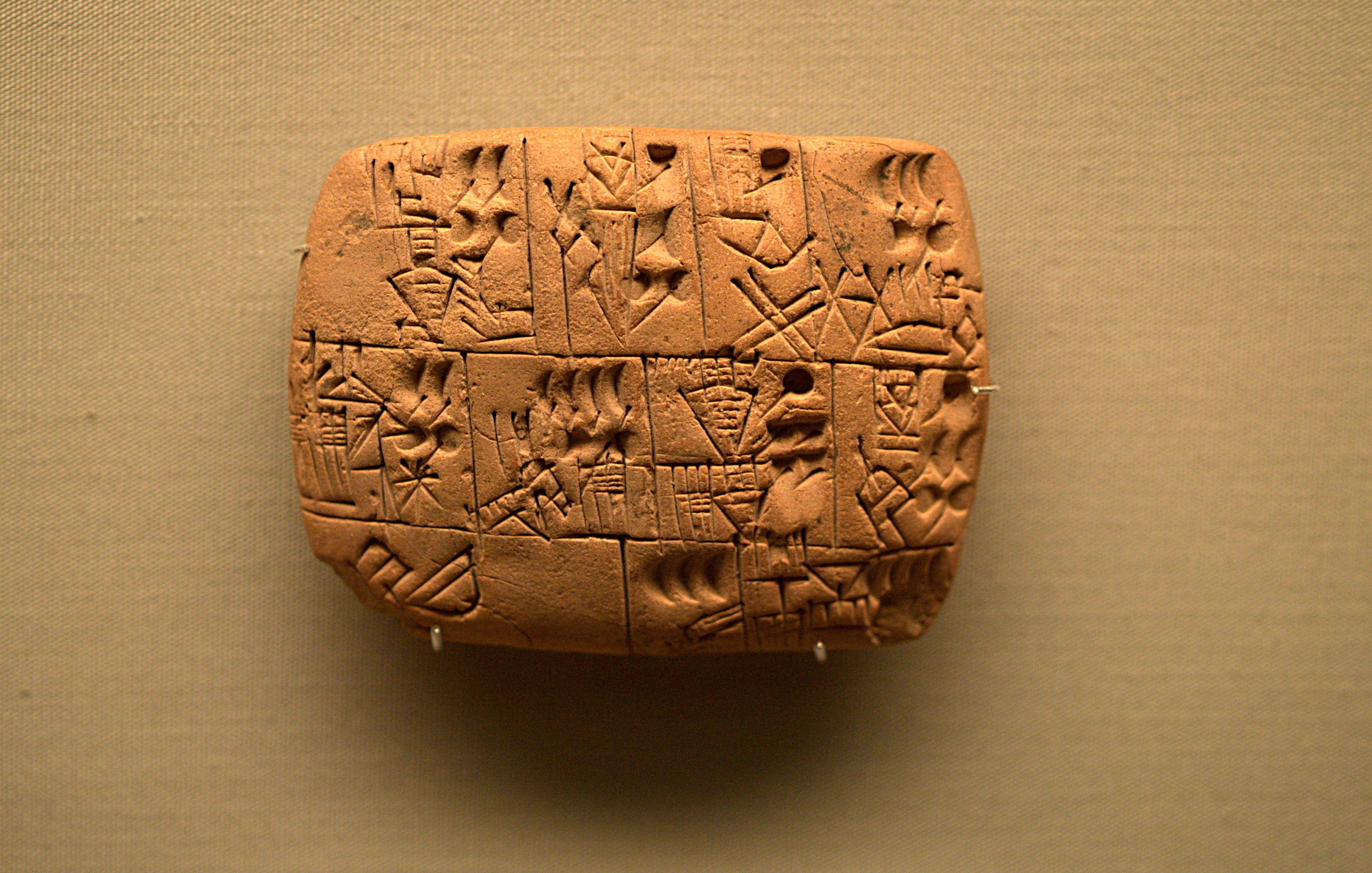
Allocation de bière en -3000

En Égypte ancienne, les femmes utilisaient la bière à des fins prétendument cosmétiques ou dermatologiques (une tradition est toujours vivante en République tchèque sous forme de bain de bière). Les Nubiens consommaient de la bière qui contenait de la tétracycline, un antibiotique combattant des maladies infectieuses.
En Grèce antique, Hippocrate utilisait la bière pour, d'après lui, faciliter la diurèse et combattre la fièvre. Arétée la conseillait en cas de diabète et de migraine[réf. nécessaire].
Au Moyen Âge, la bière était réputée, pour certains, stimuler l’humeur et l’appétit, et favoriser le sommeil. On utilisait des oreillers garnis de houblon[réf. nécessaire].
Au XIXe siècle, la bière était encore fabriquée et vendue en pharmacie, additionnée de plantes aux vertus diverses (le gruit)[réf. nécessaire].

## Effets de la bière sur la santé
Au-delà de 50 cl par jour en moyenne pour les femmes et 75 cl pour les hommes (en l'absence de consommation d'autres alcools), la consommation est considérée excessive. En dessous de ces valeurs, le risque d'avoir un problème de santé lié à l'alcool est faible. Par ailleurs, il est clairement recommandé de ne consommer aucune boisson alcoolisée dans certaines situations comme la grossesse, l'allaitement, l'enfance, la conduite de véhicule.
La consommation d’alcool peut déboucher sur de nombreux problèmes sociaux (accidents de la circulation, accidents de travail, violences) et plusieurs pathologies (cancers, maladies cardio-vasculaires, cirrhose, maladies du système nerveux, troubles psychiques).

### Affections cardiaques
L'éthanol (alcool présent dans les boissons alcoolisées) diminuerait le « mauvais cholestérol » et favoriserait la production du « bon cholestérol », minorant ainsi les risques d'infarctus et de maladies cardiovasculaires,. Une recherche sur presque 500 000 hommes d’un âge moyen de 56 ans confirme ce fait. Le risque semble diminuer de 30 à 60 % en fonction de la population examinée.
L’alcool influence la coagulation en diminuant la concentration de fibrinogènes, qui favorisent la formation de caillots de sang (thrombose) et d’obstruction des artères coronaires. Cet effet est limité car une consommation de 10 grammes d’alcool par jour est nécessaire pour réduire de 4 % ce risque.
Une étude réalisée en République tchèque en 2000, a démontré que la consommation régulière et modérée de bière pourrait avoir des effets protecteurs sur le cœur. Elle a prouvé que ceux qui avaient consommé de la bière (pas plus de 75 cl par jour) avaient un risque d'attaque inférieur à celui des abstinents. Elle a aussi montré que les effets protecteurs étaient nuls chez les individus qui consommaient en excès.
Par ailleurs, les consommateurs modérés de bière (et de vin) souffrent moins d’hypertension artérielle et d'infarctus du myocarde que les buveurs réguliers de boissons spiritueuses,. Cependant, le suivi prospectif ne montre pas de différence selon le type de boisson consommée sur la survenue d'infarctus,.

### Diabète
Bien que les études soient encore rares, il semble que la consommation modérée d'alcool réduise le risque de développer un diabète.

### Cancers
La bière contient des composants ayant des propriétés antitumorales in vitro, dont des antioxydants et des flavonoïdes (qui font partie des phytoestrogènes) comme le xanthohumol et l'isoxanthohumol.
La consommation d’alcool peut augmenter le risque de cancer du sein, ce qui relativise l’effet favorable sur le cœur et les vaisseaux sanguins, comme indiqué par une enquête sur 85 000 femmes âgées de 34 à 59 ans.
Selon une autre étude, le risque de cancer lié à la consommation de bière augmente significativement à partir de 25 cl par jour.
Toutefois, de nombreux autres travaux démontrent aussi que l'alcoolisme augmente les risques tumoraux. La consommation excessive d'alcool est connue par ailleurs pour accroître les risques de tumeur de l'œsophage, de l'estomac du foie et du sein. Des études récentes faites par l'Institut national du cancer affirment même qu'un seul verre de bière pris quotidiennement augmente considérablement les risques de cancer de la bouche, du pharynx et du larynx,.

### Système nerveux
La bière préviendrait la sénilité, comme les autres boissons alcoolisées, en cas de consommation inférieure à une unité par jour.
Le houblon contient de la lupuline, qui aurait des propriétés calmantes et antidépressives (vérifiées chez la souris).

### Nutrition
La bière contient nombre de composants — vitamines, oligo-éléments, glucides, etc. — pouvant contribuer au bol alimentaire[à vérifier] quotidien.

### Lactation
Des polysaccharides de l'orge favoriseraient la lactation, indépendamment de l'alcool.
Traditionnellement, les sages-femmes recommandaient la consommation modérée de bière de table ou de bière brune à faible taux d'alcool car elles pensaient que la bière augmentait le taux de vitamine B et assurait une meilleure montée du lait[réf. nécessaire].
Une étude réalisée à Philadelphie aux États-Unis, a montré que la consommation d'alcool pendant l'allaitement, provoquait un transfert de l'alcool dans le lait maternel, qui en contient autant que le sang, et donc une consommation d'alcool par l'enfant, pouvant provoquer chez lui des troubles moteurs.

### Diurèse
Les résines de houblon pourraient stimuler le fonctionnement des reins, facilitant l'élimination de l'excédent d'eau, des toxines et des déchets retenus dans le corps[réf. nécessaire]. La bière contient beaucoup d'eau (90 %), ce qui décuple son effet diurétique et l'alcool diminue par ailleurs la production d'ADH ou vasopressine, hormone antidiurétique empêchant l'élimination de l'eau.

### Ostéoporose
La bière est riche en silicium (comme le montre une étude réalisée par le Department of Food & Technologie de l'université de Californie en 2009), qui accroît le développement des tissus osseux, et qui permettrait de prévenir certaines maladies comme l'ostéoporose. Elle contient également des phytoestrogènes (hormones végétales) qui pourraient avoir les mêmes effets. Les bières fabriquées avec du malt d'orge auraient une teneur en silicium plus importante que celles faites avec du malt de blé. Une autre étude, réalisée en Californie en 2009, sur un groupe de femmes âgées en moyenne de 43 ans, a montré que celles consommant de la bière avaient les os les plus denses[réf. nécessaire]. Cependant, la consommation abusive d'alcool et un taux élevé d'alcool dans le sang expose davantage aux fractures lors de traumatisme.

## Bière sans alcool
La consommation de bière sans alcool s'accompagne d'une diminution de l'activité thrombogénique[C'est-à-dire ?], évaluée d'après des dosages sanguins. Une étude japonaise semble montrer un lien entre la prévention du cancer et la consommation de bière sans alcool chez les souris.

### Sources primaires
1. ↑  (en) Mark L. Nelson, Andrew Dinardo, Jeffery Hochberg et George J. Armelagos, « Brief communication: Mass spectroscopic characterization of tetracycline in the skeletal remains of an ancient population from Sudanese Nubia 350-550 CE », American Journal of Physical Anthropology, vol. 143, no 1,‎ 16 août 2010, p. 151–154 (ISSN 0002-9483, DOI 10.1002/ajpa.21340, lire en ligne, consulté le 25 mars 2023)
2. ↑  (en) V. A. Daragan, A. M. Voloshin, S. V. Chochina et T. N. Khazanovich, « Specific binding of ethanol to cholesterol in organic solvents », Biophysical Journal, vol. 79, no 1,‎ juillet 2000, p. 406–415 (ISSN 0006-3495, PMID 10866966, PMCID 1300944, DOI 10.1016/S0006-3495(00)76302-8, lire en ligne, consulté le 25 novembre 2024)
3. ↑  (en) M. H. Criqui, L. D. Cowan, H. A. Tyroler et S. Bangdiwala, « Lipoproteins as mediators for the effects of alcohol consumption and cigarette smoking on cardiovascular mortality: results form the Lipid Research Clinics Follow-up Study », American Journal of Epidemiology, vol. 126, no 4,‎ octobre 1987, p. 629–637 (ISSN 0002-9262, PMID 3631053, DOI 10.1093/oxfordjournals.aje.a114702, lire en ligne, consulté le 25 novembre 2024)
4. ↑  (en) R. D. Langer, M. H. Criqui et D. M. Reed, « Lipoproteins and blood pressure as biological pathways for effect of moderate alcohol consumption on coronary heart disease », Circulation, vol. 85, no 3,‎ mars 1992, p. 910–915 (ISSN 0009-7322, PMID 1537127, DOI 10.1161/01.cir.85.3.910, lire en ligne, consulté le 25 novembre 2024)
5. ↑  (en) H F J Hendriks, J Veenstra, E J M V.-T. Wierik et G Shaafsma, « Effect of moderate dose of alcohol with evening meal on fibrinolytic factors », BMJ, vol. 308, no 6935,‎ 16 avril 1994, p. 1003–1006 (ISSN 0959-8138 et 1468-5833, DOI 10.1136/bmj.308.6935.1003, lire en ligne, consulté le 25 novembre 2024)
6. ↑  (en) M. Samánek, « [Does moderate alcohol drinking decrease the incidence and mortality rate in ischemic heart disease?] », Casopis Lekaru Ceskych, vol. 139, no 24,‎ 6 décembre 2000, p. 747–752 (ISSN 0008-7335, PMID 11262912, lire en ligne, consulté le 25 novembre 2024)
7. ↑  S. P. Chou, B. F. Grant et D. A. Dawson, « Alcoholic beverage preference and risks of alcohol-related medical consequences: a preliminary report from the National Longitudinal Alcohol Epidemiologic Survey », Alcoholism, Clinical and Experimental Research, vol. 22, no 7,‎ octobre 1998, p. 1450–1455 (ISSN 0145-6008, PMID 9802527, DOI 10.1111/j.1530-0277.1998.tb03934.x, lire en ligne, consulté le 25 novembre 2024)
8. ↑  (en) L. M. Hines, M. J. Stampfer, J. Ma et J. M. Gaziano, « Genetic variation in alcohol dehydrogenase and the beneficial effect of moderate alcohol consumption on myocardial infarction », The New England Journal of Medicine, vol. 344, no 8,‎ 22 février 2001, p. 549–555 (ISSN 0028-4793, PMID 11207350, DOI 10.1056/NEJM200102223440802, lire en ligne, consulté le 25 novembre 2024)
9. ↑  (en) U. Keil, L. E. Chambless, A. Döring et B. Filipiak, « The relation of alcohol intake to coronary heart disease and all-cause mortality in a beer-drinking population », Epidemiology (Cambridge, Mass.), vol. 8, no 2,‎ mars 1997, p. 150–156 (ISSN 1044-3983, PMID 9229206, DOI 10.1097/00001648-199703000-00005, lire en ligne, consulté le 25 novembre 2024)
10. ↑  (en) Kenneth J. Mukamal, Katherine M. Conigrave, Murray A. Mittleman et Carlos A. Camargo, « Roles of drinking pattern and type of alcohol consumed in coronary heart disease in men », The New England Journal of Medicine, vol. 348, no 2,‎ 9 janvier 2003, p. 109–118 (ISSN 1533-4406, PMID 12519921, DOI 10.1056/NEJMoa022095, lire en ligne, consulté le 25 novembre 2024)
11. ↑  (en) I. J. Perry, S. G. Wannamethee, M. K. Walker et A. G. Thomson, « Prospective study of risk factors for development of non-insulin dependent diabetes in middle aged British men », BMJ (Clinical research ed.), vol. 310, no 6979,‎ 4 mars 1995, p. 560–564 (ISSN 0959-8138, PMID 7888929, PMCID 2548938, DOI 10.1136/bmj.310.6979.560, lire en ligne, consulté le 25 novembre 2024)
12. ↑  (en) Clarissa Gerhäuser, « Beer constituents as potential cancer chemopreventive agents », European Journal of Cancer (Oxford, England: 1990), vol. 41, no 13,‎ septembre 2005, p. 1941–1954 (ISSN 0959-8049, PMID 15953717, DOI 10.1016/j.ejca.2005.04.012, lire en ligne, consulté le 25 novembre 2024).
13. ↑  (en) M. J. Thun, R. Peto, A. D. Lopez et J. H. Monaco, « Alcohol consumption and mortality among middle-aged and elderly U.S. adults », The New England Journal of Medicine, vol. 337, no 24,‎ 11 décembre 1997, p. 1705–1714 (ISSN 0028-4793, PMID 9392695, DOI 10.1056/NEJM199712113372401, lire en ligne, consulté le 25 novembre 2024).
14. ↑  (en) Andrea Benedetti, Marie-Elise Parent et Jack Siemiatycki, « Lifetime consumption of alcoholic beverages and risk of 13 types of cancer in men: results from a case-control study in Montreal », Cancer Detection and Prevention, vol. 32, nos 5-6,‎ 2009, p. 352–362 (ISSN 1525-1500, PMID 19588541, DOI 10.1016/j.canep.2009.03.001, lire en ligne, consulté le 25 novembre 2024).
15. ↑  (en) Li Yan, David Baer, Gary D. Friedman, Natalia Udaltsova, Veronica Shim, Arthur L. Klatsky, Wine, liquor, beer and risk of breast cancer in a large population, European journal of cancer (1990) A. 2009, vol. 45, n° 5, pp. 843-850. & Journal of the National Cancer Institute, 2009; 101 (5)
16. ↑  Meir J. Stampfer, Jae Hee Kang, Jennifer Chen et Rebecca Cherry, « Effects of moderate alcohol consumption on cognitive function in women », The New England Journal of Medicine, vol. 352, no 3,‎ 20 janvier 2005, p. 245–253 (ISSN 1533-4406, PMID 15659724, DOI 10.1056/NEJMoa041152, lire en ligne, consulté le 25 novembre 2024)
17. ↑  (en) B. Koletzko et F. Lehner, « Beer and breastfeeding », Advances in Experimental Medicine and Biology, vol. 478,‎ 2000, p. 23–28 (ISSN 0065-2598, PMID 11065057, DOI 10.1007/0-306-46830-1_2, lire en ligne, consulté le 25 novembre 2024)
18. ↑  (en) Julie Mennella, « Alcohol’s Effect on Lactation », Alcohol Research & Health, vol. 2001;25(3):230–234.,‎ 2001 (PMID 11810962, PMCID PMC6707164, lire en ligne)
19. ↑  (en) Juan D. Pedrera-Zamorano, Jesus M. Lavado-Garcia, Raul Roncero-Martin et Julian F. Calderon-Garcia, « Effect of beer drinking on ultrasound bone mass in women », Nutrition (Burbank, Los Angeles County, Calif.), vol. 25, no 10,‎ octobre 2009, p. 1057–1063 (ISSN 1873-1244, PMID 19527924, DOI 10.1016/j.nut.2009.02.007, lire en ligne, consulté le 25 novembre 2024)